# Caricyno (stanice metra v Moskvě)
Caricyno (rusky Царицыно, česky doslovně Carevnina) je stanice moskevského metra na jeho Zamoskvorecké lince a v její jižní části.

## Charakter stanice
Stanice Carycino je podzemní, hloubená, mělce založená stanice (hluboko 8 m, podle unifikovaného projektu s ostrovním nástupištěm podpíraným dvěma řadami po 26 sloupech). Má dva výstupy, vedoucí každý do podpovrchového mělce založeného vestibulu, z něhož vedou výstupy na pouliční úroveň.
Na rozdíl od ostatních stanic, kde byla pro obklad stěn za nástupištěm použita dlažba, u Carycina tvoří stěny za kolejemi v celé její délce dvě velké mozaiky z různých druhů mramoru (červený, hnědý, okrový, žlutý, šedý); jejich tematika čerpá především ze socialistického realismu, mají představovat úspěchy sovětské vědy. Sloupy pak obkládá mramor v barvě bílé.
Stanice Carycino byla otevřena 30. prosince 1983 pod názvem Lenino, krátce po otevření však byla celkem dvakrát zaplavena, což si vynutilo její uzavření. Při výměně nápisů stanice v roce 1990 se vyměnila jen některá písmena, tj. „И“, „Н“ a „О“ se neměnila a zůstala zachována. Současný název tak připomíná nedaleký park Carycino, jež je nazván po Kateřině Veliké, ruské carevně z 19. století.